# Баэса, Альберто
Луис Альберто Баэса Мена (исп. Luis Alberto Baeza Mena; род. 6 декабря 1938, Мехико) — мексиканский футболист, нападающий.

## Карьера

### Клубная карьера
Во взрослом футболе дебютировал в 1958 году в клубе «Некакса». В составе команды дважды становился обладателем кубка Мексики, а в 1966 году завоевал титул чемпиона чемпионов.
В 1968 году перешёл в американский клуб «Сан-Диего Торос», за который выступал на протяжении одного сезона. В течение карьеры в команде помог ей дойти до финала Североамериканской лиги, где она уступила «Атланте Чифс».
Завершил карьеру футболиста в 1968 году.

### Карьера в сборной
Баэса был в составе сборной Мексики на чемпионате мира 1962 года, но на поле ни разу не выходил.

## Достижения
«Некакса»
- Обладатель Кубка Мексики: 1959/60, 1965/66
- Чемпион чемпионов: 1966